# Révész Racing
A Révész Racing (korábban Révész Truck Racing Team, rövidítve: Révész TRT) a kamion-Európa-bajnokságon versenyző magyar csapat. A csapat gyorsan sikeres lett, mivel az első debütáló versenyüket meg is nyerték 2020-ban. 2024-ig négyszer nyerték meg a konstruktőri és az egyéni Európa-bajnoki címet.

## Története
A csapat létrehozásának ötlete a Révész cégcsoport alapítójától és igazgatójától, Révész Bálinttól származik. Révész Bálint célja a csapat alapításával az volt, hogy 2015-ig a a magyar OXXO Hungary Truck Racing Teamnél versenyző Kiss Norbertnek újra magyar csapat adjon kamiont az Európa-bajnokságon. 
A csapat 2020-ban Révész Truck Racing Teamként (rövidítve: Révész TRT) nevezett a kamion-Eb-re. Kezdettől jól szerepeltek, és harcban álltak mind az egyéni, mind a konstruktőri címért. A szezon 8 fordulóból állt volna, de a koronavírus-járvány miatt csak kettőt tartottak meg. Ebben az évben Európa-bajnokot és konstruktőrt nem hirdettek, pedig mindkettőt vezette a Révész TRT.
2021-ben a csapat a nevét Révész Racingre cserélte, mert az olasz F4-es sorozatban és gokartbajnokságban is indultak. Az olasz F4-es bajnokságban Révész Leventét támogatták. A szezonban eredetileg 7 forduló lett volna, a második fordulót, ami a Nürburgringen lett volna, áradások miatt nem rendezték meg. A majdnem teljes szezon végén Kiss Norbert megszerezte a harmadik, a csapat az első Európa-bajnoki címét.
2022-ben 8 fordulót rendeztek. Ez volt a Révész Racing első teljes szezonja, abban az értelemben, hogy az eredetileg meghirdetett fordulókból nem kellett törölni. A magyar fordulón a második versenyen hatalmas balesetbe került Kiss Norbert és Balu, a kamionja. A 3-as kanyar kijáratán Téo Calvet keresztbe csúszó kamionja miatt a gumifalban kötöttek ki, amitől majdnem felborultak, ha Kiss mellett nem lett volna Jamie Anderson kamionja. A kamion nagyon rossz állapotban, de a saját "lábán" tért vissza a boxutcába. Ez volt a csapat legnagyobb balesete. A rendelkezésre álló idő és a kár nagysága miatt senki se gondolta volna, hogy meg tudják javítani a kamiont és versenyezni tudnak vasárnap. Másnap Kiss a megjavított kamionnal a 3. és a 4. magyar versenyt megnyerte, és a pole pozíciót is megszerezte. A szezon végén Kiss Norbert megszerezte a negyedik, a csapat a második Európa-bajnoki címét.
2023-ban a Slovakiaringen rendezett fordulóban megnyerték az összes versenyt, ami ritka az Európa-bajnokságon. Ebben a szezonban is 8 fordulót rendeztek. A szezon végén Kiss Norbert megszerezte az ötödik, a csapat a harmadik Európa-bajnoki címét.
2024-ben 11 versenyen át tartó veretlenségi rekordot állítottak fel, ami egyedülálló az Eb történetében. Ebben a szezonban 7 fordulót rendeztek. A szezon végén Kiss Norbert megszerezte a hatodik kamion-Európa-bajnoki címét, amivel legfőbb riválisát, Jochen Hahnt utolérte a bajnoki címek tekintetében. A csapat a negyedik címét szerezte meg.
2025-ben más motorsport szériákba léptek be. Létrehozták a Révész Racing Next Generation Riders Team-et, amivel a JuniorGP Moto2-es sorozatába neveztek. A motorjukat az Apriliaval közössen készítették fel. A nevezett versenyzőjük a magyar Rossi Attila Moor. Révész Levente abbahagyta a formulaautózást és a GT versenyzésbe vágott, amit a Révész Racing támogat. Levente az International GT Open-ben a Team Motopark csapat által felkészített Mercedes-AMG GT3 Evo-t vezet. A GT Open sorozatnak magyar fordulója is lesz a Hungaroringen, július 5 és 6-a között. A kamion-Európa-bajnokságba új kamionnal kérkeztek, a régit odaadták René Reinert-nek, akivel egy csapatot is fognak alkotni a 2025-ös bajnokságban.

## Eredmények

### Teljes kamion-Európa-bajnokság eredménysorozata
(Táblázat értelmezése)

(Félkövér: pole-pozícióból indult; dőlt: leggyorsabb kört futott) 

| Év      | #  | Versenyző    | Versenyek | Versenyek | Versenyek | Versenyek | Versenyek | Versenyek | Versenyek | Versenyek | Versenyek | Versenyek | Versenyek | Versenyek | Versenyek | Versenyek | Versenyek | Versenyek | Versenyek | Versenyek | Versenyek | Versenyek | Versenyek | Versenyek | Versenyek | Versenyek | Versenyek | Versenyek | Versenyek | Versenyek | Versenyek | Versenyek | Versenyek | Versenyek | Pont | Helyezés |
| Év      | #  | Versenyző    | 1         | 2         | 3         | 4         | 5         | 6         | 7         | 8         | 9         | 10        | 11        | 12        | 13        | 14        | 15        | 16        | 17        | 18        | 19        | 20        | 21        | 22        | 23        | 24        | 25        | 26        | 27        | 28        | 29        | 30        | 31        | 32        | Pont | Helyezés |
| ------- | -- | ------------ | --------- | --------- | --------- | --------- | --------- | --------- | --------- | --------- | --------- | --------- | --------- | --------- | --------- | --------- | --------- | --------- | --------- | --------- | --------- | --------- | --------- | --------- | --------- | --------- | --------- | --------- | --------- | --------- | --------- | --------- | --------- | --------- | ---- | -------- |
| 2020    |    |              | MOS       | MOS       | MOS       | MOS       | HUN       | HUN       | HUN       | HUN       |           |           |           |           |           |           |           |           |           |           |           |           |           |           |           |           |           |           |           |           |           |           |           |           | 92   | 1.       |
| 2020    | 40 | Kiss Norbert | 1         | 6         | 3         | T         | 2         | 1         | 1         | 1         |           |           |           |           |           |           |           |           |           |           |           |           |           |           |           |           |           |           |           |           |           |           |           |           | 92   | 1.       |
| 2021    |    |              | HUN       | HUN       | HUN       | HUN       | MOS       | MOS       | MOS       | MOS       | ZOL       | ZOL       | ZOL       | ZOL       | LMS       | LMS       | LMS       | LMS       | JAR       | JAR       | JAR       | JAR       | MIS       | MIS       | MIS       | MIS       |           |           |           |           |           |           |           |           | 276  | 1.       |
| 2021    | 41 | Kiss Norbert | Ki        | T         | 1         | 1         | 1         | 3         | 1         | 5         | 1         | 8         | 4         | 1         | 3         | 1         | 1         | 5         | 1         | 4         | 1         | 5         | 2         | 3         | 1         | 6         |           |           |           |           |           |           |           |           | 276  | 1.       |
| 2022    |    |              | MIS       | MIS       | MIS       | MIS       | HUN       | HUN       | HUN       | HUN       | SVK       | SVK       | SVK       | SVK       | NUR       | NUR       | NUR       | NUR       | MOS       | MOS       | MOS       | MOS       | ZOL       | ZOL       | ZOL       | ZOL       | LMS       | LMS       | LMS       | LMS       | JAR       | JAR       | JAR       | JAR       | 410  | 1.       |
| 2022    | 1  | Kiss Norbert | 1         | 3         | 1         | 8         | 1         | Ni        | 1         | 1         | 1         | 2         | 1         | 1         | 1         | 4         | 4         | 2         | 1         | 4         | 1         | 7         | 2         | 2         | 1         | 9         | 1         | 2         | 1         | 4         | 1         | 5         | 1         | 6         | 410  | 1.       |
| 2023    |    |              | MIS       | MIS       | MIS       | MIS       | SVK       | SVK       | SVK       | SVK       | POZ       | POZ       | POZ       | POZ       | NUR       | NUR       | NUR       | NUR       | MOS       | MOS       | MOS       | MOS       | ZOL       | ZOL       | ZOL       | ZOL       | LMS       | LMS       | LMS       | LMS       | JAR       | JAR       | JAR       | JAR       | 419  | 1.       |
| 2023    | 1  | Kiss Norbert | Ki        | 1         | 1         | 5         | 1         | 1         | 1         | 1         | 1         | 5         | 1         | 3         | 1         | 1         | 1         | 2         | 1         | 4         | 1         | 1         | Ki        | 1         | 1         | 1         | 1         | 3         | 1         | 4         | 1         | 1         | 1         | 3         | 419  | 1.       |
| 2024    |    |              | MIS       | MIS       | MIS       | MIS       | SVK       | SVK       | SVK       | SVK       | ZOL       | ZOL       | ZOL       | ZOL       | NUR       | NUR       | NUR       | NUR       | MOS       | MOS       | MOS       | MOS       | LMS       | LMS       | LMS       | LMS       | JAR       | JAR       | JAR       | JAR       |           |           |           |           | 397  | 1.       |
| 2024    | 1  | Kiss Norbert | 1         | 1         | 1         | 1         | 1         | 1         | 1         | 1         | 1         | 1         | 1         | 3         | 1         | 3         | 1         | 4         | 1         | 3         | 1         | 2         | 1         | 4         | 1         | 4         | 1         | 3         | 1         | 6         |           |           |           |           | 397  | 1.       |
| 2025    |    |              | MIS       | MIS       | MIS       | MIS       | LAU       | LAU       | LAU       | LAU       | SVK       | SVK       | SVK       | SVK       | NUR       | NUR       | NUR       | NUR       | MOS       | MOS       | MOS       | MOS       | ZOL       | ZOL       | ZOL       | ZOL       | LMS       | LMS       | LMS       | LMS       | JAR       | JAR       | JAR       | JAR       | *    | *        |
| 2025    | 1  | Kiss Norbert |           |           |           |           |           |           |           |           |           |           |           |           |           |           |           |           |           |           |           |           |           |           |           |           |           |           |           |           |           |           |           |           | *    | *        |
| Forrás: |    |              |           |           |           |           |           |           |           |           |           |           |           |           |           |           |           |           |           |           |           |           |           |           |           |           |           |           |           |           |           |           |           |           |      |          |

* Folyamatban lévő szezon.
1. ↑  Nem osztották ki a címet, mivel kevés versenyt tartottak a koronavíros-járvány miatt[2]
2. ↑  Az versenyt heves esőzések miatt törölték[11]
3. ↑  A futamot törölték, mivel Steffen Faas kamionja letarolta a 2-es kanyar bukóterében a szalagkorlátot[12]

### Teljes Moto2 JuniorGP World Championship eredménysorozata
(Táblázat értelmezése)

(Félkövér: pole-pozícióból indult; dőlt: leggyorsabb kört futott) 

| Év      | #  | Versenyző         | Csapat | Versenyek | Versenyek | Versenyek | Versenyek | Versenyek | Versenyek | Versenyek | Versenyek | Versenyek | Versenyek | Versenyek | Pont | Helyezés |
| Év      | #  | Versenyző         | Csapat | 1         | 2         | 3         | 4         | 5         | 6         | 7         | 8         | 9         | 10        | 11        | Pont | Helyezés |
| ------- | -- | ----------------- | ------ | --------- | --------- | --------- | --------- | --------- | --------- | --------- | --------- | --------- | --------- | --------- | ---- | -------- |
| 2025    |    |                   |        | EST       | EST       | JER       | MAG       | MAG       | ARA       | ARA       | MIS       | CAT       | CAT       | VAL       | 3*   | 19.*     |
| 2025    | 92 | Rossi Attila Moor | MMR    | 17        | 13        |           |           |           |           |           |           |           |           |           | 3*   | 19.*     |
| Forrás: |    |                   |        |           |           |           |           |           |           |           |           |           |           |           |      |          |

* Folyamatban lévő szezon.

### Teljes International GT Open eredménysorozata
(Táblázat értelmezése)

(Félkövér: pole-pozícióból indult; dőlt: leggyorsabb kört futott) 

| Év      | #  | Versenyző      | Csapat        | Versenyek | Versenyek | Versenyek | Versenyek | Versenyek | Versenyek | Versenyek | Versenyek | Versenyek | Versenyek | Versenyek | Versenyek | Versenyek | Versenyek | Pont | Helyezés |
| Év      | #  | Versenyző      | Csapat        | 1         | 2         | 3         | 4         | 5         | 6         | 7         | 8         | 9         | 10        | 11        | 12        | 13        | 14        | Pont | Helyezés |
| ------- | -- | -------------- | ------------- | --------- | --------- | --------- | --------- | --------- | --------- | --------- | --------- | --------- | --------- | --------- | --------- | --------- | --------- | ---- | -------- |
| 2025    |    |                |               | ALG       | ALG       | SPA       | HOC       | HOC       | HUN       | HUN       | LEC       | LEC       | RBR       | RBR       | CAT       | CAT       | MNZ       | 23*  | 1.*      |
| 2025    | 11 | Révész Levente | Team Motopark | 4         | 1         |           |           |           |           |           |           |           |           |           |           |           |           | 23*  | 1.*      |
| Forrás: |    |                |               |           |           |           |           |           |           |           |           |           |           |           |           |           |           |      |          |

* Folyamatban lévő szezon.